# ルシアン・リトルフィールド
ルシアン・リトルフィールド（Lucien Littlefield、1895年8月16日 - 1960年6月4日）は、アメリカ合衆国の俳優。

## 出演作品
- 偽りの花園
- 豪傑カサノヴァ
- 豪傑ブラウン
- ブラウンのGメン
- 海の魂
- たくましき男
- 誘拐団
- 花婿は漫遊病
- 月は我が家
- ボビーの初舞台
- ローズ・マリイ
- 愛と光
- 南瓜サラリーマン
- 恋の歌
- 人生は42から
- 舗道の殺人
- 恋のセレナーデ
- 接吻とお化粧
- 三日姫君
- 乱暴選手
- 水兵上陸
- 彼女の戦術
- 極楽発展倶楽部
- 砂上の摩天楼
- 奥様御寵愛
- 女探偵長
- 借りた人生
- 百万円貰ったら
- 未亡人倶楽部
- 私の殺した男
- 赤新聞
- 噂の姫君
- 親爺は若い
- 花嫁選手権
- 浮気成金
- 恋の大分水嶺
- トム・ソーヤーの冒険
- 友愛天国
- 愛の曳綱
- 硝子箱の処女
- 恋と山羊との話
- これぞ天国
- 七つの鍵
- モダン出世鏡
- 彼とお姫様
- 棚からぼた餅
- 母ぞよく知る
- ハロルド・ティーン
- 与太捕物記
- 老番人
- アンクル・トムス・ケヴィン
- おい待てタクシー!
- 狐と狸の腕比べ
- デパート娘大学
- 独身者御発展
- 猫とカナリヤ
- イバニエズの激流
- 霧の裏街
- 曠野の志士
- 豪気堂々
- 厄介娘
- 愛？金？
- 腕鳴り肉躍る
- 剣劇の響
- 恋に生きる者
- パレス
- フランス人形
- 夫の商標
- 大陸を横断して
- 屠殺者
- 模範市民
- 妖魔の歌
- シーク（ガストン）
- 嫁が欲しうてなりませぬ
- ジャック・ストロウ
- 十三番目の次の男
- 地獄の業火
- 何故妻を代へる